# John Linaker
John Linaker (John Henry Linaker; * 16. November 1939) ist ein ehemaliger britischer Hindernis-, Mittelstrecken- und Langstreckenläufer.
1966 wurde er für Schottland startend bei den British Empire and Commonwealth Games in Kingston Siebter über 3000 m Hindernis und schied über eine Meile im Vorlauf aus.
1968 wurde er Vierter beim Polytechnic Marathon.
Sechsmal wurde er Schottischer Meister über 3000 m Hindernis (1960–1963, 1965, 1966) und einmal im Crosslauf.

## Persönliche Bestzeiten
- 1 Meile: 4:09,5 min, 1966
- Marathon: 2:21:19 h, 15. Juni 1968, Chiswick
- 3000 m Hindernis: 8:41,38 min, 6. August 1966, Kingston